# Holotrichia omeia
Holotrichia omeia är en skalbaggsart som beskrevs av Zhang 1965. Holotrichia omeia ingår i släktet Holotrichia och familjen Melolonthidae. Utöver nominatformen finns också underarten H. o. inexpectata.